# 170-talet f.Kr.

## Händelser
- 179 f.Kr. - Bron Pons Aemilius färdigställs över Tibern i Rom. Den anses vara världens första stenbro.

## Födda
- Cirka 173 f.Kr. – Antiochos V, kung av Seleukidriket.

## Avlidna
- 179 f.Kr. – Filip V av Makedonien, kung av Makedonien.
- 176 f.Kr. – Kleopatra I, ptolemaisk drottning av Egypten.
- 3 september 175 f.Kr. – Seleukos IV, kung av Seleukidriket.